# Sváteční horor
Hororové filmy se sváteční tematikou neboli sváteční horory jsou podžánr filmových hororů, jejichž děj se odehrává během svátků. Takové snímky mohou být krátkometrážní i celovečerní, a obvykle využívají běžná sváteční prostředí, témata a motivy jakožto způsob, kterým může antagonista zavraždit své oběti.

## Seznam filmů
Následuje seznam hororových filmů, které se odehrávají během svátku či svátečního období.
| Filmy s tématem Hromnic                          | Filmy s tématem Hromnic                          |
| Filmy s tématem Dne svatého Valentýna            | Filmy s tématem Dne svatého Valentýna            |
| Filmy s tématem Dne svatého Patrika              | Filmy s tématem Dne svatého Patrika              |
| Filmy s tématem aprílu                           | Filmy s tématem aprílu                           |
| Filmy s tématem Velikonoc                        | Filmy s tématem Velikonoc                        |
| Filmy s tématem Pálení čarodějnic a Prvního máje | Filmy s tématem Pálení čarodějnic a Prvního máje |
| Filmy s tématem Dne matek                        | Filmy s tématem Dne matek                        |
| Filmy s tématem Dne otců                         | Filmy s tématem Dne otců                         |
| Filmy s tématem amerického Dne nezávislosti      | Filmy s tématem amerického Dne nezávislosti      |
| Filmy s tématem letního slunovratu               | Filmy s tématem letního slunovratu               |
| Filmy s tématem amerického Svátku práce          | Filmy s tématem amerického Svátku práce          |
| Filmy s tématem Halloweenu                       | Filmy s tématem Halloweenu                       |
| Filmy s tématem Dne mrtvých                      | Filmy s tématem Dne mrtvých                      |
| Filmy s tématem Dne díkůvzdání                   | Filmy s tématem Dne díkůvzdání                   |
| Filmy s tématem Chanuky                          | Filmy s tématem Chanuky                          |
| Filmy s tématem Vánoc                            | Filmy s tématem Vánoc                            |
| Filmy s tématem Silvestru a Nového roku          | Filmy s tématem Silvestru a Nového roku          |

### 1900–1909
| Rok  | Film                        | Země               | Svátek | Poznámky | Zdroj |
| ---- | --------------------------- | ------------------ | ------ | -------- | ----- |
| 1901 | Scrooge, or, Marley's Ghost | Spojené království | Vánoce |          | [ 3 ] |

### 1910–1919
| Rok  | Film                  | Země               | Svátek | Poznámky | Zdroj |
| ---- | --------------------- | ------------------ | ------ | -------- | ----- |
| 1916 | The Right to Be Happy | Spojené království | Vánoce |          | [ 3 ] |

### 1920–1929
| Rok  | Film                         | Země             | Svátek                        | Poznámky                                     | Zdroj |
| ---- | ---------------------------- | ---------------- | ----------------------------- | -------------------------------------------- | ----- |
| 1921 | Vozka smrti                  | Švédsko          | Silvestr a Nový rok           | Na motivy knihy Thy Soul Shall Bear Witness! |       |
| 1922 | Čarodějnictví v průběhu věků | Dánsko / Švédsko | Pálení čarodějnic a První máj |                                              |       |
| 1923 | A Midsummer Night's Scream   | USA              | Letní slunovrat               | Krátkometrážní film                          |       |

### 1930–1939
| Rok  | Film                      | Země               | Svátek              | Poznámky | Zdroj |
| ---- | ------------------------- | ------------------ | ------------------- | -------- | ----- |
| 1933 | Mystery of the Wax Museum | Spojené království | Silvestr a Nový rok |          |       |

### 1940–1949
| Rok  | Film                 | Země               | Svátek | Poznámky         | Zdroj |
| ---- | -------------------- | ------------------ | ------ | ---------------- | ----- |
| 1944 | Christmas Holiday    | USA                | Vánoce |                  |       |
| 1944 | Kletba kočičích lidí | USA                | Vánoce |                  |       |
| 1945 | Přízraky noci        | Spojené království | Vánoce | Antologický film |       |

### 1950–1959
| Rok  | Film      | Země    | Svátek              | Poznámky                             | Zdroj |
| ---- | --------- | ------- | ------------------- | ------------------------------------ | ----- |
| 1958 | Körkarlen | Švédsko | Silvestr a Nový rok | Remake filmu Vozka smrti z roku 1921 |       |

### 1960–1969
| Rok  | Film                       | Země     | Svátek      | Poznámky | Zdroj |
| ---- | -------------------------- | -------- | ----------- | -------- | ----- |
| 1960 | Macario                    | Mexiko   | Den mrtvých |          |       |
| 1961 | Blast of Silence           | USA      | Vánoce      |          |       |
| 1964 | O půlnoci odnesu tvou duši | Brazílie | Den mrtvých |          |       |

### 1970–1979
| Rok  | Film                       | Země               | Svátek                         | Poznámky         | Zdroj |
| ---- | -------------------------- | ------------------ | ------------------------------ | ---------------- | ----- |
| 1970 | La Noche de Walpurgis      | Španělsko          | Pálení čarodějnic a První máj  |                  | [ 4 ] |
| 1971 | Whoever Slew Auntie Roo?   | Spojené království | Vánoce                         |                  |       |
| 1972 | Tales from the Crypt       | Spojené království | Vánoce · Den svatého Valentýna | Antologický film | [ 5 ] |
| 1972 | Žáby                       | USA                | Americký Den nezávislosti      |                  | [ 6 ] |
| 1972 | Home for the Holidays      | USA                | Vánoce                         | Televizní film   |       |
| 1972 | Tichá noc, krvavá noc      | USA                | Vánoce                         |                  |       |
| 1973 | Rituál                     | Spojené království | Pálení čarodějnic a První máj  |                  | [ 7 ] |
| 1973 | El Retorno de Walpurgis    | Španělsko          | Pálení čarodějnic a První máj  |                  |       |
| 1974 | Černé Vánoce               | Kanada             | Vánoce                         |                  |       |
| 1975 | L'ultimo treno della notte | Itálie             | Vánoce                         |                  |       |
| 1978 | Halloween                  | USA                | Halloween                      |                  | [ 8 ] |

### 1980–1989
| Rok  | Film                                | Země                     | Svátek                    | Poznámky                                      | Zdroj         |
| ---- | ----------------------------------- | ------------------------ | ------------------------- | --------------------------------------------- | ------------- |
| 1980 | Terror Train                        | USA                      | Silvestr a Nový rok       |                                               | [ 7 ]         |
| 1980 | To All a Goodnight                  | USA                      | Vánoce                    |                                               | [ 9 ]         |
| 1980 | Vánoční zlo                         | USA                      | Vánoce                    |                                               |               |
| 1980 | New Year's Evil                     | USA                      | Silvestr a Nový rok       |                                               |               |
| 1981 | Valentýnská pomsta                  | Kanada                   | Den svatého Valentýna     | Děj se odehrává rovněž během pátku třináctého |               |
| 1981 | Halloween 2                         | USA                      | Halloween                 |                                               |               |
| 1981 | Home Sweet Home                     | USA                      | Den díkůvzdání            |                                               |               |
| 1982 | Creepshow                           | USA                      | Den otců                  | Antologický film                              |               |
| 1982 | Critters 2                          | USA                      | Velikonoce                |                                               | [ 10 ] [ 11 ] |
| 1982 | Halloween 3                         | USA                      | Halloween                 |                                               |               |
| 1982 | Trick or Treats                     | USA                      | Halloween                 |                                               |               |
| 1982 | Hospital Massacre                   | USA                      | Den svatého Valentýna     |                                               |               |
| 1982 | Bloodbeat                           | USA / Francie            | Vánoce                    |                                               | [ 12 ]        |
| 1983 | The Being                           | USA                      | Velikonoce                |                                               |               |
| 1984 | Krvavé Vánoce                       | Spojené království       | Vánoce                    |                                               |               |
| 1984 | Gremlins                            | USA                      | Vánoce                    |                                               |               |
| 1984 | Silent Night, Deadly Night          | USA                      | Vánoce                    |                                               |               |
| 1985 | Návrat oživlých mrtvol              | USA                      | Americký Den nezávislosti |                                               | [ 13 ]        |
| 1985 | Stříbrná kulka                      | USA                      | Americký Den nezávislosti |                                               | [ 13 ]        |
| 1985 | The Midnight Hour                   | USA                      | Halloween                 | Televizní film                                | [ 14 ]        |
| 1986 | Apríl                               | USA                      | Apríl                     |                                               | [ 15 ]        |
| 1986 | Killer Party                        | Kanada, USA              | Apríl                     |                                               | [ 16 ]        |
| 1986 | Maska smrti                         | Spojené království / USA | Apríl                     |                                               | [ 17 ]        |
| 1986 | Koledu, nebo něco provedu           | USA                      | Halloween                 |                                               | [ 18 ]        |
| 1987 | Silent Night, Deadly Night Part 2   | USA                      | Vánoce                    |                                               |               |
| 1987 | Blood Rage                          | USA                      | Den díkůvzdání            |                                               |               |
| 1987 | Bloody New Year                     | Spojené království       | Silvestr a Nový rok       |                                               |               |
| 1988 | Dáma v bílém                        | USA                      | Halloween                 |                                               | [ 19 ]        |
| 1988 | Maniac Cop                          | USA                      | Den svatého Patrika       |                                               |               |
| 1988 | Noc démonů                          | USA                      | Halloween                 |                                               | [ 20 ]        |
| 1988 | Halloween 4: Návrat Michaela Myerse | USA                      | Halloween                 |                                               |               |
| 1989 | Vánoční teror                       | Francie                  | Vánoce                    |                                               |               |
| 1989 | Halloween 5                         | USA                      | Halloween                 |                                               |               |
| 1989 | Skřítkové                           | USA                      | Vánoce                    |                                               |               |
| 1989 | Hrůzné sny                          | USA                      | Vánoce                    |                                               |               |

### 1990–1999
| Rok  | Film                                         | Země               | Svátek                        | Poznámky       | Zdroj         |
| ---- | -------------------------------------------- | ------------------ | ----------------------------- | -------------- | ------------- |
| 1990 | Ďábelský kruh                                | USA                | Vánoce                        | Videofilm      |               |
| 1991 | Silent Night, Deadly Night 5: Smrtící hračky | USA                | Vánoce                        | Videofilm      |               |
| 1992 | Otčím III                                    | USA                | Velikonoce · Den otců         | Televizní film | [ 21 ]        |
| 1994 | Noc démonů 2                                 | USA                | Halloween                     |                |               |
| 1994 | Leprechaun 2                                 | USA                | Den svatého Patrika           |                |               |
| 1995 | Den šelmy                                    | Španělsko / Itálie | Vánoce                        |                | [ 22 ] [ 23 ] |
| 1995 | Halloween: Prokletí Michaela Myerse          | USA                | Halloween                     |                |               |
| 1995 | Kletba Halloweenu                            | USA                | Halloween                     |                |               |
| 1996 | Strýček Sam                                  | USA                | Americký Den nezávislosti     |                |               |
| 1996 | Santa Claws                                  | USA                | Vánoce                        |                |               |
| 1996 | Little Witches                               | USA                | Velikonoce                    |                |               |
| 1997 | Intensity                                    | USA                | Den díkůvzdání                | Televizní film | [ 24 ]        |
| 1997 | Dům démonů                                   | USA                | Halloween                     |                |               |
| 1997 | Jack Frost: Sněhový zabiják                  | USA                | Vánoce                        |                |               |
| 1998 | Alien Abduction: Incident in Lake County     | USA                | Den díkůvzdání                | Televizní film | [ 25 ]        |
| 1998 | Halloween: H20                               | USA                | Halloween                     |                |               |
| 1999 | Alej milenců                                 | USA                | Den svatého Valentýna         | Videofilm      | [ 26 ]        |
| 1999 | Konec světa                                  | USA                | Silvestr a Nový rok           |                |               |
| 1999 | Vraždy podle Jidáše                          | USA                | Velikonoce                    |                |               |
| 1999 | Witchouse                                    | USA                | Pálení čarodějnic a První máj | Videofilm      | [ 27 ]        |

### 2000–2009
| Rok  | Film                                                  | Země               | Svátek                        | Poznámky                                    | Zdroj  |
| ---- | ----------------------------------------------------- | ------------------ | ----------------------------- | ------------------------------------------- | ------ |
| 2000 | Dotek zla                                             | USA                | Velikonoce                    |                                             |        |
| 2000 | Jack Frost 2: Pomsta zmutovaného vraždícího sněhuláka | USA                | Vánoce                        |                                             |        |
| 2001 | Valentine                                             | USA                | Den svatého Valentýna         |                                             |        |
| 2001 | The Christmas Season Massacre                         | USA                | Vánoce                        |                                             |        |
| 2002 | Halloween: Zmrtvýchvstání                             | USA                | Halloween                     |                                             |        |
| 2003 | Smrt přichází v bílém                                 | USA                | Vánoce                        |                                             |        |
| 2003 | Letní slunovrat                                       | Dánsko             | Letní slunovrat               |                                             |        |
| 2003 | Shredder                                              | USA                | Vánoce                        |                                             |        |
| 2003 | Zero Day                                              | USA                | Pálení čarodějnic a První máj |                                             |        |
| 2004 | Hellbent                                              | USA                | Halloween                     |                                             |        |
| 2004 | Satan's Little Helper                                 | USA                | Halloween                     |                                             |        |
| 2005 | All Souls Day                                         | USA                | Den mrtvých                   |                                             |        |
| 2005 | The Gingerdead Man                                    | USA                | Vánoce                        |                                             |        |
| 2005 | Ďábelský Santa                                        | USA                | Vánoce                        |                                             |        |
| 2006 | Rituál                                                | USA                | Pálení čarodějnic a První máj |                                             | [ 7 ]  |
| 2006 | Easter Bunny, Kill! Kill!                             | USA                | Velikonoce                    |                                             | [ 7 ]  |
| 2006 | Halloweenská noc                                      | USA                | Halloween                     |                                             |        |
| 2006 | Černé Vánoce                                          | USA                | Vánoce                        | Remake stejnojmenného filmu z roku 1974     | [ 28 ] |
| 2006 | Séance                                                | USA                | Den díkůvzdání                |                                             | [ 29 ] |
| 2007 | Mrtvý                                                 | USA                | Den mrtvých                   |                                             |        |
| 2007 | April Fools                                           | USA                | Apríl                         | Videofilm                                   | [ 30 ] |
| 2007 | Halloween                                             | USA                | Halloween                     | Remake stejnojmenného filmu z roku 1978     |        |
| 2007 | Závan smrti                                           | USA                | Vánoce                        |                                             |        |
| 2007 | Halloweenská noc                                      | USA                | Halloween                     |                                             | [ 31 ] |
| 2007 | Uvnitř                                                | Francie            | Vánoce                        |                                             |        |
| 2008 | Zlomyslný apríl                                       | USA                | Apríl                         | Remake filmu Apríl z roku 1986              |        |
| 2008 | Děti                                                  | Spojené království | Silvestr a Nový rok           |                                             | [ 32 ] |
| 2008 | Gingerdead Man 2: Passion of the Crust                | USA                | Vánoce                        |                                             |        |
| 2008 | Pontypool                                             | Kanada             | Den svatého Valentýna         |                                             | [ 33 ] |
| 2008 | Slunovrat                                             | USA                | Letní slunovrat               | Remake filmu Letní slunovrat z roku 2003    | [ 34 ] |
| 2008 | ThanksKilling                                         | USA                | Den díkůvzdání                |                                             |        |
| 2009 | Krvavý Valentýn                                       | USA                | Den svatého Valentýna         | Remake filmu Valentýnská pomsta z roku 1981 | [ 35 ] |
| 2009 | Halloween II                                          | USA                | Halloween                     | Sequel k Halloweenu z roku 2007             |        |
| 2009 | Deadly Little Christmas                               | USA                | Vánoce                        |                                             |        |
| 2009 | Silent Night, Zombie Night                            | USA                | Vánoce                        |                                             |        |

### 2010–2019
| Rok  | Film                                       | Země                     | Svátek | Poznámky                                            | Zdroj                |
| ---- | ------------------------------------------ | ------------------------ | --- | --------------------------------------------------- | -------------------- |
| 2010 | Atrocious                                  | Španělsko                | Velikonoce |                                                     |                      |
| 2010 | Rare Exports                               | Finsko                   | Vánoce |                                                     |                      |
| 2010 | Nesvatý                                    | Nizozemsko               | Vánoce |                                                     |                      |
| 2011 | Den otců                                   | USA                      | Den otců |                                                     |                      |
| 2011 | The Wicker Tree                            | Spojené království       | Pálení čarodějnic a První máj                                                                                              |                                                     | [ 7 ]                |
| 2011 | The Melancholy Fantastic                   | USA                      | Vánoce | V roce 2016 vydáno znovu jako Doll in the Dark      |                      |
| 2011 | Gingerdead Man 3: Saturday Night Cleaver   | USA                      | Vánoce |                                                     |                      |
| 2012 | Red Clover                                 | USA                      | Den svatého Patrika | Televizní film                                      |                      |
| 2012 | Silent Night                               | USA                      | Vánoce | Remake filmu Silent Night, Deadly Night z roku 1984 |                      |
| 2012 | Pach krve 5: Krvavý masakr                 | USA                      | Halloween | Videofilm                                           |                      |
| 2013 | All Hallows' Eve                           | USA                      | Halloween |                                                     |                      |
| 2013 | O'Hellige Jul!                             | Norsko                   | Vánoce |                                                     | [ 36 ]               |
| 2013 | Gingerdead Man vs. Evil Bong               | USA                      | Vánoce |                                                     |                      |
| 2013 | Silent Night, Bloody Night: The Homecoming | Spojené království       | Vánoce |                                                     | [ 37 ]               |
| 2014 | México Bárbaro                             | Mexiko                   | Den mrtvých |                                                     |                      |
| 2014 | Kristy                                     | USA                      | Den díkůvzdání |                                                     | [ 38 ]               |
| 2015 | Deb a noc oživlých mrtvol                  | USA                      | Americký Den nezávislosti                                                                                                  |                                                     | [ 39 ] [ 40 ]        |
| 2015 | Nebezpečné pokušení                        | USA                      | Den otců |                                                     |                      |
| 2015 | All Through the House                      | USA                      | Vánoce |                                                     |                      |
| 2015 | Valpuržina noc                             | Polsko                   | Pálení čarodějnic a První máj                                                                                              |                                                     |                      |
| 2015 | Vánoční horor                              | Kanada                   | Vánoce |                                                     |                      |
| 2015 | Krampus: Táhni k čertu                     | USA                      | Vánoce |                                                     |                      |
| 2015 | Krampus: The Reckoning                     | USA                      | Vánoce | Videofilm                                           | [ 41 ]               |
| 2015 | Red Christmas                              | Austrálie                | Vánoce |                                                     |                      |
| 2015 | Tales of Halloween                         | USA                      | Halloween |                                                     |                      |
| 2015 | Muck                                       | USA                      | Den svatého Patrika |                                                     |                      |
| 2015 | Rage: Midsummer's Eve                      | Finsko                   | Letní slunovrat |                                                     |                      |
| 2016 | Krampus Unleashed                          | USA                      | Vánoce | Videofilm                                           | [ 42 ]               |
| 2016 | Holidays                                   | USA                      | Den svatého Valentýna · Den svatého Patrika · Halloween · Den matek · Den otců · Vánoce · Silvestr a Nový rok · Velikonoce | Antologický film                                    |                      |
| 2017 | Better Watch Out                           | Austrálie / USA          | Vánoce |                                                     |                      |
| 2017 | To                                         | USA                      | Americký Den nezávislosti                                                                                                  |                                                     | [ 13 ]               |
| 2017 | 10/31                                      | USA                      | Halloween | Antologický film                                    |                      |
| 2017 | Mercy Christmas                            | USA                      | Vánoce |                                                     |                      |
| 2017 | Mother Krampus                             | USA                      | Vánoce |                                                     | [ 43 ]               |
| 2017 | Anna a apokalypsa                          | Spojené království / USA | Vánoce |                                                     |                      |
| 2018 | Halloween                                  | USA                      | Halloween |                                                     |                      |
| 2018 | Mother Krampus 2                           | USA                      | Vánoce |                                                     |                      |
| 2018 | Secret Santa                               | USA                      | Vánoce |                                                     | [ 44 ]               |
| 2019 | Úniková hra                                | USA                      | Den díkůvzdání |                                                     | [ 45 ] [ 46 ]        |
| 2019 | Slunovrat                                  | USA / Švédsko            | Letní slunovrat |                                                     |                      |
| 2019 | Černé Vánoce                               | USA                      | Vánoce | Remake filmu Černé Vánoce z roku 1974               | [ 47 ]               |
| 2019 | Noční můry z temnot                        | USA / Kanada             | Halloween |                                                     | [ 48 ]               |
| 2019 | Trick                                      | USA                      | Halloween |                                                     | [ 49 ] [ 50 ] [ 51 ] |
| 2019 | Deathcember                                | Německo                  | Vánoce | Antologický film                                    | [ 52 ] [ 53 ]        |
| 2019 | Holiday Hell                               | USA                      | Den svatého Valentýna · Vánoce · Chanuka                                                                                   | Antologický film                                    | [ 54 ]               |
| 2019 | Hanukkah                                   | USA                      | Chanuka |                                                     | [ 55 ]               |

### 2020–2029
| Rok  | Film                | Země | Svátek | Poznámky         | Zdroj  |
| ---- | ------------------- | ---- | --- | ---------------- | ------ |
| 2020 | Hubieho Halloween   | USA  | Halloween |                  | [ 56 ] |
| 2020 | Bestiář mladé chůvy | USA  | Halloween |                  | [ 57 ] |
| 2020 | Blood Pi            | USA  | Halloween |                  | [ 58 ] |
| 2020 | Toys of Terror      | USA  | Vánoce |                  |        |
| 2020 | Happy Horror Days   | USA  | Den svatého Valentýna · Den svatého Patrika · Velikonoce · Americký Den nezávislosti · Americký Svátek práce · Halloween · Den díkůvzdání · Chanuka · Vánoce · Silvestr a Nový rok | Antologický film |        |
| 2020 | It Cuts Deep        | USA  | Vánoce |                  | [ 59 ] |
| 2021 | Halloween zabíjí    | USA  | Halloween |                  |        |
| 2022 | Halloween Ends      | USA  | Halloween |                  |        |